# نحول
يتم تعريف النحول على أنه فقدان الوزن الشديد والنحافة غير الطبيعية بسبب فقدان الدهون تحت الجلد (الأنسجة الدهنية، أو الأنسجة الدهنية تحت الجلد) والعضلات في جميع أنحاء الجسم. ويؤثر على البشر والحيوانات؛ يمكن وصف الشخص الذي يعاني من الهزال بأنه «يهدر» أو «هزيل». يحدث الهزال بسبب سوء التغذية الشديد والتجويع. يعتبر الهزال أحد الأعراض السائدة لسوء التغذية، وهو مكون أساسي للفقر والمجاعة يحدث أيضًا مع أمراض تتداخل مع الجهاز الهضمي والشهية، وأنظمة أخرى، واضطرابات الأكل.وهذه تشمل اضطرابات نقص المغذيات والأمراض ذات الحمى المطولة والعدوى والخبيثة. الأمراض، والالتهابات الطفيلية التي يمكن أن تنتج عن التلوث، وفقدان الشهية العصبي وغيرها من الشروط. وقد تمت الإشارة إلى سوء التغذية المرتبط بالهزال باسم «الاستنشاق»، بينما وصفت الإصابة بالطفيليات بأنها «غش». ويشمل علاج الهزال عملية إعادة تدريج تدريجية مع زيادة بطيئة في كمية السعرات الحرارية اليومية للمساعدة في إعادة بناء الأنسجة واستعادة الوزن. الراحة، والعلاج النفسي والدعم النفسي قد يتم تضمينهما.

## الخصائص
في البشر، يشمل المظهر الجسدي العام للهزال تضييق في الأطراف، الجزء العلوي من الجسم والأرداف إلى حالة شبه هيكلية ظاهرية مع غياب واضح للدهون ونبرة العضلات. الجلد رقيق وجاف وشفافة في بعض مناطق الجسم، لدرجة أن الأوردة تحت الجلد مرئية إلى حد ما. الوجه رقيقة ورسمت بسلوك يائسة، شاغرة ومتعثرة؛ مآخذ العين غائرة، مما يعطي العيون مظهرًا بارزًا. فروة الرأس عظمية بشعر جاف يذبل. على الجذع، وعظمة الترقوة، والعظام الصدر والأضلاع واضحة تماما. المعدة منتفخة، مما يشير إلى ضيق المعدة والأمعاء المرتبطة استنفاد الغذائية. قد يكون الفم واللسان جافين للغاية، أو رطبا مع لسان مغلف بشكل كثيف. عادة ما يكون هناك رائحة الفم الكريهة القوية، أو رائحة الفم الكريهة.
هناك الكثير من التعب وعدم القدرة وعدم بذل الجهد البدني في الهزال. الكفاءة العقلية وحل المشكلات والاستدلال مضعودة إلى حد ما. الحالة العاطفية للفرد الهزيل غالبًا ما تكون ضعيفة؛ قد تسود مشاعر الاكتئاب واليأس والخوف والقلق وعدم القيمة. إن الشخص الذي يعاني من الهزال عادة ما يكون خاضعًا من الناحية العقلية والبدنية لإرادة الآخرين. السلوك السلبي عمومًا.
إن التجويع الأساسي، وسوء التغذية، وعادة ما يكون الجفاف، يرتبط مع الهزال، وتؤثر على أنظمة الجهاز في جميع أنحاء الجسم. يعاني الشخص الذي يعاني من الهزال من اضطرابات في الدم والدورة الدموية والجهاز البولي؛ وتشمل هذه نقص صوديوم الدم و / أو نقص بوتاسيوم الدم (انخفاض الصوديوم و / أو البوتاسيوم في الدم، على التوالي)، وفقر الدم (انخفاض الهيموجلوبين)، وظيفة غير لائقة من الليمفاوية (المادة المتعلقة بالدم في الجهاز المناعي) والجهاز اللمفاوي، وذات الجنب (السوائل في التجويف الجنبي المحيط بالرئتين) والوذمة (التورم بشكل عام) التي تسببها الوظيفة السيئة أو غير السليمة للكليتين لإزالة النفايات من الدم.